# Stenocercus nubicola
Stenocercus nubicola — вид ігуаноподібних ящірок родини Tropiduridae. Ендемік Перу.

## Поширення і екологія
Stenocercus nubicola відомі з типової місцевості, розташованої в Перуанських Андах в регіоні П'юра, на висоті 3100 м над рівнем моря. Вони живуть у вологих гірських тропічних лісах та у високогірних чагарникових заростях.